# Junior Fernándes
Junior Fernándes vagy teljes nevén Antenor Junior Fernándes da Silva Vitoria (Tocopilla, 1988. október 4. –) chilei labdarúgó, a horvát Dinamo Zagreb csatára. Rendelkezik brazil állampolgársággal is.